# Одивелаш
Одивелаш (порт.  Odivelas; [odi'vɛlɐʃ]) — город в Португалии, центр одноимённого муниципалитета в составе округа Лиссабон. Численность населения — 53,4 тыс. жителей (город), 144 тыс. жителей (муниципалитет). Город входит в Лиссабонский регион, в субрегион Большой Лиссабон. Входит в агломерацию Большой Лиссабон. По старому административному делению входил в провинцию Эштремадура.
Покровителем города считается Иисус Христос (порт. Jesus).
Праздник города — 19 ноября.

## Расположение
Город расположен в 9 км северо-западнее центра Лиссабона.
Муниципалитет граничит:
- на северо-востоке — муниципалитет Лореш
- на юго-востоке — муниципалитет Лиссабон
- на западе — муниципалитеты Амадора и Синтра

## История
Муниципалитет основан в 1998 году.

## Демография
| Численность населения муниципалитета по годам | Численность населения муниципалитета по годам | Численность населения муниципалитета по годам |
| --------------------------------------------- | --------------------------------------------- | --------------------------------------------- |
| 2001                                          | 2004                                          | 2011                                          |
| 133 847                                       | 143 995                                       | 144 549                                       |

## История
Муниципалитет основан в 1998 году.

## Районы
В муниципалитет входят следующие районы:
1. Канесаш
2. Фамойнш
3. Одивелаш
4. Оливал-Башту
5. Понтинья
6. Повуа-де-Санту-Адриан
7. Рамада